# Chart parser
Un chart parser es un analizador sintáctico dedicado a las gramáticas libres de contexto, que utiliza un chart (una tabla) como ayuda para ir guardando las constituyentes sintácticas según va procesando la oración correspondiente. Este método de procesamiento aumenta la eficiencia y disminuye a su vez el tiempo de procesamiento el cual llega a ser polinomial en este caso a diferencia de otros procesadores sintácticos.